# Aktion BOB

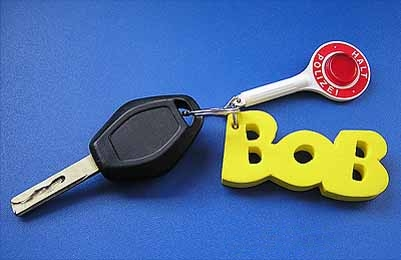
Werbebild der Aktion BOB

BOB-Anhänger

Die Aktion BOB ist eine Aktion gegen Alkohol im Straßenverkehr.
Sie stammt ursprünglich aus Belgien, wo sie seit 1995 existiert und sehr erfolgreich läuft. Etwa 96 % der dortigen Bevölkerung kennt BOB und über 50 % sind bereits einmal BOB gewesen. Es gibt nachweislich einen Zusammenhang zwischen BOB und dem Rückgang der Unfallzahlen, insbesondere der Unfälle mit schweren Folgen. Evaluationen haben zudem ergeben, dass in Belgien auch die folgenlosen Trunkenheitsfahrten stark rückläufig sind.
BOB ist keine Abkürzung, sondern der Name derjenigen Person einer Gruppe, die nach Absprache keinen Alkohol trinkt und sich und ihre Mitfahrer sicher nach Hause bringt. BOB trägt die Verantwortung fürs Fahren und ist sich dieser auch bewusst. Er dokumentiert diese Verantwortungsübernahme nach außen, indem er sich mit einem knallgelben BOB-Schlüsselanhänger zu erkennen gibt. In den teilnehmenden Gaststätten, Kneipen, und Diskotheken erhält er dafür ein alkoholfreies Getränk gratis.
BOB ist inzwischen auch in anderen europäischen Ländern ein Begriff, so in den Niederlanden, Großbritannien, Frankreich, Polen und Luxemburg. In Deutschland ist die Aktion vor allem in Nordhessen, Mittelhessen und Südhessen, Trier, dem Saarland, der Pfalz, im nordbayerischen Landkreis Weißenburg-Gunzenhausen, im nördlichen Landkreis Donau-Ries sowie im Landkreis Ansbach verbreitet.
Initiatoren und hauptverantwortlich für BOB in Deutschland sind die Polizeiverbände der beteiligten Bundesländer. Die Aktion richtet sich insbesondere an junge Erwachsene, die noch nicht lange am Straßenverkehr teilnehmen. Fahranfänger im Alter von 18–24 Jahren sind überproportional an schweren Verkehrsunfällen beteiligt. Etwa jeder vierte Unfall mit Personenschaden wird von dieser Zielgruppe verursacht. Bei den Unfällen unter Alkoholeinwirkung liegt diese Beteiligung sogar bei über 30 %.
Auch in Deutschland wurden erste Tendenzen hinsichtlich des Rückganges der Unfallzahlen unter dem Einfluss von Alkohol im Zusammenhang mit BOB festgestellt, dies belegen erste Unfallstatistiken aus 2008, erneut bestätigt durch die Unfallstatistik 2009. Dabei ist festzustellen, dass in fast allen projektbezogenen Vergleichen die Unfallzahlen deutlich unter dem hessischen Landesschnitt liegen. Häufig sind die Rückläufe im Bereich des Polizeipräsidiums Mittelhessen sogar im zweistelligen Prozentbereich höher als im Land Hessen. Eine Evaluation der Justus-Liebig-Universität Gießen bestätigt den Erfolg der Aktion BOB in Mittelhessen.
Der Bund gegen Alkohol und Drogen im Straßenverkehr (B.A.D.S.) zeichnete die BOB-Initiativen im Oktober 2015 mit der Senator-Lothar-Danner-Medaille 2015 in Gold aus.
Zahlreiche Unternehmen und Verbände unterstützen inzwischen die Aktion BOB in Deutschland. Neben der Polizei sind dies die DEHOGA, das DRK, etliche Krankenkassen, Versicherungen und Banken, Brauereien und Pressehäuser.